# SLC39A2
SLC39A2 (англ. Solute carrier family 39 member 2) – білок, який кодується однойменним геном, розташованим у людей на короткому плечі 14-ї хромосоми. Довжина поліпептидного ланцюга білка становить 309 амінокислот, а молекулярна маса — 32 742.
| 10         |  | 20         |  | 30         |  | 40         |  | 50         |
| ---------- |  | ---------- |  | ---------- |  | ---------- |  | ---------- |
| MEQLLGIKLG |  | CLFALLALTL |  | GCGLTPICFK |  | WFQIDAARGH |  | HRLVLRLLGC |
| ISAGVFLGAG |  | FMHMTAEALE |  | EIESQIQKFM |  | VQNRSASERN |  | SSGDADSAHM |
| EYPYGELIIS |  | LGFFFVFFLE |  | SLALQCCPGA |  | AGGSTVQDEE |  | WGGAHIFELH |
| SHGHLPSPSK |  | GPLRALVLLL |  | SLSFHSVFEG |  | LAVGLQPTVA |  | ATVQLCLAVL |
| AHKGLVVFGV |  | GMRLVHLGTS |  | SRWAVFSILL |  | LALMSPLGLA |  | VGLAVTGGDS |
| EGGRGLAQAV |  | LEGVAAGTFL |  | YVTFLEILPR |  | ELASPEAPLA |  | KWSCVAAGFA |
| FMAFIALWA  |  |            |  |            |  |            |  |            |

A: Аланін

C: Цистеїн

D: Аспарагінова кислота

E: Глутамінова кислота

F: Фенілаланін

G: Гліцин

H: Гістидин

I: Ізолейцин

K: Лізин

L: Лейцин

M: Метіонін

N: Аспарагін

P: Пролін

Q: Глутамін

R: Аргінін

S: Серин

T: Треонін

V: Валін

W: Триптофан

Задіяний у таких біологічних процесах, як транспорт іонів, транспорт, альтернативний сплайсинг. 
Білок має сайт для зв'язування з іоном цинку. 
Локалізований у клітинній мембрані, мембрані.